# Michael Nottingham
Michael Nottingham (* 14. April 1989 in Birmingham) ist ein Fußballspieler von St. Kitts und Nevis, der zudem die britische Staatsbürgerschaft besitzt. Er debütierte 2017 in der Nationalmannschaft von St. Kitts und Nevis.

## Karriere
Zur Saison von 2013/14 wechselte er von FC Gresley zu Solihull Moors. Nach drei Spielzeiten wechselte im Sommer 2016 zu Salford City.
Im Juni 2017 bestritt er die Nationalmannschaft von St. Kitts und Navis zwei Länderspiele gegen Armenien und Georgien. Bei diesen beiden Testspielen kam er zum ersten Mal für die Nationalmannschaft zum Einsatz.